# Notocrater craticulata
Notocrater craticulata es una especie de molusco gasterópodo de la familia Lepetidae.

## Distribución geográfica
Se encuentra  en Nueva Zelanda.